# تخدير الأسنان
تشبه أشكال تخدير الأسنان التخدير الطبي العام باستثناء استخدام أكسيد النيتروس، فهو خارج عن المألوف نسبيا في مجال طب الأسنان في الولايات المتحدة.

## المخدر الموضعي
المخدر الموضعي الأكثر استخداما هو ليدوكائين(ويسمى أيضا اكسولاكين أو ليجونوكين)، وهو الاستبدال الحديث لنوفوكين والبروكائين. متوسط العمر الحيوي لمخدر الليدوكائين في الجسم حوالي 1,5-2 ساعة. مواد التخدير الموضعية الأخرى المستخدمة حاليا تشمل سيبوتوكين، ماركين (مخدر طويل المفعول)، وميبيفاكائين. ويمكن استخدام مزيج من هؤلاء تبعا للحالة. أيضا، فإن معظم مواد التخدير تأتي في نوعين: مع أو بدون أدرينالين.
التقنية الأكثر شيوعا وفعالية للأسنان السفلية والفك، هي تخدير العصب السنخي السفلي. بحقنة احصار الإحساس بالعصب السنخي السفلي، الذي يمتد من مفصل الفك إلى أسفل الجزء الخلفي من الفك السفلي ويربط الأسنان السفلية، والشفة السفلى والذقن، واللسان. على الارجح فإن العصب السنخي السفلي يتم تخديره ربما أكثر من الأعصاب الأخرى في الجسم. لتخدير هذا العصب، يدخل الطبيب إبرة خلف الفم إلى آخر ضرس للمريض.هناك عدة أعصاب غير سنية يتم تخديرها عادة خلال احصار السنخي السفلي. مثل الأعصاب الذقنية، التي تمد الإعصاب الجلدي (التغذية العصبية للجلد) للشفة الأمامية والذقن، وهي الفرع البعيد للعصب السنخي السفلي. عندما يتم احصار العصب السنخي السفلي، يتم تخدير الأعصاب العقلية أيضا، مما يؤدي إلى خدر الشفة والذقن. غالبا ما يتم أيضا تخدير الأعصاب الممتدة بالقرب من نقطة دخول العصب السنخي السفلي في الفك السفلي أثناء تخدير السنخي السفلي. على سبيل المثال، يمكن أن يتم تخدير العصب اللساني للحصول على لسان مخدر.العصب الوجهي يقع على بعد مسافة من العصب السنخي السفلي، ولكن في حالات نادرة يمكن أن ينتشر المخدر باتجاه اخر بعيدا بما فيه الكفاية لتخدير ذلك العصب. والنتيجة هي شلل العصب الوجهي (شلل أو شلل جزئي)، مع تدلي الجانب المحقون من الوجه بسبب العضلات الرخوة، ويختفي الشلل عندما يزول التخدير. إذا تم قطع العصب الوجهي عن طريق ادخال إبرة بشكل غير صحيح، قد يحدث شلل وجهي دائم.
الأعصاب السنخية العلوية لا يتم تخديرها عادة مباشرة لأنه من الصعب الاقتراب منها بواسطة الإبرة. لهذا السبب، فان الفك العلوي عادة ما يتم تخديره موضعيا عن طريق إدخال إبرة تحت الغشاء المخاطي الفموي المحيط بالأسنان.

## تخدير الأسنان العلوية
يُحقن التخدير الموضعي في الجزء الشدقي من العظم السنخي العلوي إذ ينتشر المخدر خلال العظم لأنه عظم اسفنجي، ليصل بذلك إلى لب الأسنان ويخدرها.

## تخدير الأسنان السفلية
تُستخدم تقنية الارتشاح الموضعي أو تقنية إحصار العصب لتخدير الأسنان السفلية تبعًا لحالة المريض وعوامل أخرى مثل:
- عمر المريض[4]

تُفضل تقنية الارتشاح الموضعي عند تخدير الأسنان اللبنية في الأطفال وهي تقنية مشابهة لتقنية تخدير الأسنان العلوية، يحرص طبيب الأسنان على شد نسيج الشفة والخد جانبيًا وسفليًا ثم تُحقن الإبرة بزاوية 45 درجة في السطح الشدقي من العظم القشري.
- نوع السن المراد تخديره[4]

تعتبر تقنية الارتشاح الموضعي الخيار الأول عند تخدير لب القواطع السفلية للأسنان الدائمية السفلية والأنسجة المحيطة بها نظرًا لتخوف أطباء الأسنان من تعصيب القواطع من العصب المعاكس لهم.
ينصح أطباء الأسنان بحقن نصف مل في الجزء الشدقي والجزء اللساني لقمة جذر السن المراد تخديره. استخدم أطباء الأسنان في العلم الحديث مخدر الأرتكايين بتركيز 4% لتخدير الضرس الأول السفلي على الرغم من كون عظم السنخ السفلي عظمًا قشريًا (مكتنزًا).

### تقنية إحصار العصب
- إحصار العصب السنخي السفلي والعصب اللساني

تعتبر تقنية إحصار العصب السنخي من أشيع الطرق المستخدمة لتخدير الأسنان السفلية، تهدف هذه التقنية لتخدير العصب قبل دخوله لثقبة الفك السفلي والتي تقع في رأد الفك السفلي.
- إحصار العصب الشدقي الطويل[6][7]

## تقنيات إضافية

### تقنية حقن داخل العظم
استخدمت هذه التقنية لأول مرة في عام 1910 وتتضمن حقن المخدر في اقنية صغيرة تُصنع بواسطة الإبرة قرب قمة جذر السن، وتستخدم في الجراحة ومعالجة لب الأسنان.

### تقنية حقن الأربطة الداعمة للسن
تُستخدم هذه الطريقة لتحقيق التخدير قبل معالجة لب الأسنان كما تُعتبر تقنية مساعدة عند تخدير العصب السنخي السفلي، تتضمن هذه التقنية حقن 0.2 مل من المخدر لكل جذر من جذور الأسنان ثم ينتشر المحلول ليخترق العظم.
يفضل العديد من أطباء الأسنان تقنية حقن الأربطة الداعمة للسن لأنها لا تخدر الأنسجة الرخوة ولا تحتاج لكمية كبيرة من المخدر ولديها القابلية على تخدير سن واحد، لكن هنالك بعض المعوقات التي قد تقف في طريق طبيب الأسنان ألا وهي تبليغ المريض عن ألم حاد عند حقن المخدر.
يُحقن المخدر باستخدام الضغط العالي وباستخدام إبرة صغيرة لتوفير التخدير الكيميائي بواسطة المحلول المخدر والتخدير الميكانيكي بواسطة الضغط العالي المسلط.
تنتج أغلب مشاكل تقنية حقن الأربطة الداعمة بسبب طريقة طبيب الأسنان الخاطئة عند حقن المخدر بسرعة وبكمية كبيرة إذ يؤدي إلى ألم حاد ورد فعل غير مسيطر عليه.
أظهرت الأبحاث أن معدل بدء المخدر هو بين 15-20 ثانية في تقنية حقن الأربطة الداعمة وهذا ما يعتبر من الفوائد إذا ما قورن بإحصار عصب السنخ السفلي، بالإضافة إلى تقليل كمية الرض الناتج عن تخدير عصب السنخ السفلي كله خصوصًا عند قلع أسنان الأطفال إذ أنه يخدر سنًا واحدًا بدون تخدير الأنسجة الرخوة.

### تقنية حقن داخل اللب
تتضمن هذه الطريقة وضع المخدر مباشرة على لب الأسنان باستخدام إبرة صغيرة وبتسليط ضغط عالٍ ينتج عنه انزعاج، يلجأ أطباء الأسنان إلى هذه التقنية عندما تفشل جميع الطرق الأخرى في تخدير الأسنان ويجب أن يحذر طبيب الأسنان مريضه من الألم الحاد والشعور المزعج.
تُستخدم هذه الطريقة بصورة شائعة مع المعالجة اللبية للأضراس السفلية للسيطرة على الألم دون اللجوء لإحصار عصب السنخ السفلي ولكنها لا تعتبر خيارًا أوليًا.

### تقنية حقن داخل الحليمة
تعتبر هذه التقنية مكملة لتقنية الارتشاح الموضعي ليشعر المريض بالراحة، تُستخدم هذه التقنية إذا تعذر تطبيق الارتشاح الموضعي في الحنك أو في الجزء اللساني من الفك. يُحقن المخدر في أعلى الحليمة بمقدار 2 ملم.

### التخدير بالضغط
تتضمن هذه العملية تسليط ضغط على المنطقة حتى يصبح لونها أبيض باستخدام أعواد القطن لتشويش الأعصاب الحسية وتخفيف الألم الناتج عن ثقب الأبرة للنسيج.

### إحصار العصب الألكتروني
هي تقنية تستخدم الأجهزة الألكترونية لتثبيط الأعصاب عن الشعور بالألم لفترة من الزمن، ويُزال التثبيط بزوال الجهاز.

## الحقن النفاث (الحقن الخالية من الإبر)
يعتمد هذا النوع من الحقن على مبدأ التدفق النفاث للمخدر عن طريق تسليط ضغط قوي يكفي لدفع المخدر من خلال فتحات صغيرة جدًا في النسيج وبالتالي فهو لا يحتاج لوجود إبرة.
الفوائد:
- الامتصاص السريع للمخدر في موقع الحقن.
- سهولة الاستخدام.
- لا يولد أي ألم.
- لا يُتلف الأنسجة.

أظهرت الدراسات الحديثة أن استخدام الحقن النفاث في طب الأسنان محدود جدًا على الرغم من فوائده الواسعة.

## مواد التخدير الأخرى
- أكسيد النيتروس (N2O)، المعروف أيضا باسم "غاز الضحك"، يعبر بسهولة الحويصلات الهوائية في الرئة ويذوب في الدم المار، حيث ينتقل إلى الدماغ تاركا شعورا بهيجا ومفصولا لأغلب المرضى. عادة فان الاستخدام النموذجي لأكسيد النيتروس (N2O) يتم بالاقتران مع بروكائين.و يستخدم أكسيد النيتروس في مركب مع الأكسجين. وكثيرا ما يستخدم (لا سيما مع الأطفال) رائحة الفواكه الحلوة المشابهة لرائحة تلقائية مستخدمة مع الغاز لتترك اثر مثل شعور الشهيق العميق. كمامات الأنف المستخدمة مع أكسيد النيتروس متوفرة لأطباء الأسنان في مرحلة ما قبل التعطير برائحة الفواكه ومستخدمة من قبل بعض أطباء الأسنان وخاصة على الأطفال.
- الأوجينول —مصنوع من زيت القرنفل، وهذا مخدر موضعي يستخدم أيضا في مواد الأسنان المشتركة زوي (الأوجينول أكسيد الزنك).
- التخدير الموضعي — يستخدم بنزوكاين، الأوجينول، وأشكال الاكسولوكين أيضا تستخدم موضعيا لتخدير مناطق مختلفة قبل الحقن أو إجراءات أخرى ثانوية.
- التخدير العام —تستخدم العقاقير مثل ميدازولام، الكيتامين، البروبوفول والفنتانيل لوضع المريض في فترة انحطاط النوم أو جعله فاقد الوعي وغير مدرك بالكامل للألم.
- نيبوتامين له آثار مماثلة للكيتامين ويتم حقنه في الغدد اللسانية الأمامية لحظر احتمالات إجراء إرسال إشارات إلى العصب المياليني. لأن فاعلية المخدر ترتبط ارتباطا مباشرا بقابلية الذوبان في الدهون، حيث 90 ٪ من غشاء الخلية العصبية يتألف من الدهون.
- ميدازولام(متضلع)، وهو دواء يسيطر على ذكريات (نساوة) العملية، عادة يعطى قبل ساعتين من تنفيذ العملية بالاقتران مع تايلينول في التخدير العام حيث يعود المريض للمنزل بدون ذكريات عن الجراحة.
- غاز سيفوفلوران في مركب مع أكسيد النيتروس والأكسجين كثيرا ما يستخدم أثناء التخدير العام متبوعا باستخدام غاز ايزوفلورين للحفاظ على التخدير أثناء العملية. للأطفال غالبا ما تستخدم رائحة الفواكه الحلوة مع الغازات ليعطي تأثير كشعور الشهيق العميق. الروائح تأتي من الكرز والتفاح والعلكة والبطيخ، الخ...
- البروبوفول دواء له تأثيرات مشابهة لبنتوثال الصوديوم وكثيرا ما يستخدم عن طريق الحقن الوريدي عن طريق الوريد أثناء التخدير العام بعد أن تبدأ الغازات مفعولها.
- المورفين غالبا ما يستخدم لتسكين الألم أثناء جراحة الأسنان تحت التخدير العام. يعطى المورفين عادة عن طريق الوريد.
- كيتورولاك يعطى غالبا خلال الوريد لمكافحة كل من الألم والالتهاب أثناء الخضوع للتخدير العام.

## أدوية أخرى غالبا ما تستخدم أثناء التخدير العام
- ديكادرون هو ستيرويد غالبا ما يعطى من خلال الوريد لمكافحة الالتهاب والتورم الناتج خلال الجراحة أثناء الخضوع للتخدير العام.
- أوندانسيترون بالعلامة التجارية زوفران غالبا ما يتم استخدامه لمنع الغثيان أثناء الجراحة والذي قد ينجم عن استنزاف الدم إلى المعدة أثناء الخضوع للتخدير العام. أو تعطى للمريض بعد العملية لغثيان ما بعد العملية الجراحية الذي قد ينجم عن التخدير الذي تم.

## الاحصار
- الاحصار العصبي الكهربائي — تلك التقنية التي تنطوي على استخدام تيار كهربائي لاحصار استقبال أو توليد إشارات الألم.
- الاحصار الفرعي — وهو شكل شائع من اشكال التخدير السني الموضعي، يمنع استقبال الألم لمساحة ربع واحد في الفم في الوقت الواحد. تعطى عادة في السطح الشدقي (الخد). (أي أي بي، ام ان بي هي أنواع من هذه الاحصارات)
- احصار الأسنان — تعطى ادنى السن. ويستخدم عادة لإجراءات بسيطة مثل الحشوات.
- الاحصار الحلقي—تعطى عادة في سقف الحلق الصلب، ومفيد في تخدير الأسنان العليا.
- داخل العظم —حقنة تخدير موضعي تعطى مباشرة في الهيكل (العظم) العظمي للأسنان.
- لبي —حقنة تخدير موضعي تعطى مباشرة في لب الأسنان لتزيل التحسس تماما من الأسنان.
- الوخز الابري أو اكوبريشر —بديل لمادة كيميائية أو مخدر كهربائي، ولكن نادرا ما يستخدم.

## حقنة الأسنان
المحاقن السنية هي الحقنة التي يستخدمها أطباء الأسنان لحقن مخدر. وهي تتألف من حقنة محشوة في المؤخرة ومزودة بكارتريدج مغلق يحتوي على محلول مخدر.
الأداة المساعدة (الجزء العام من الاداة الميكانيكية السنية) تستخدم إما لتزويد المياه أو الهواء في التجويف الفمي بهدف تنظيف الحطام بعيدا عن منطقة عمل طبيب الأسنان، كما يتم الإشارة اليه أيضا على أنه حقنة سنية. وهناك ثلاثة طرق للمحاقن تفصل القنوات الداخلية لتزويد الهواء أو الماء أو رذاذ الهواء والماء، والتي تتكون بالجمع بين الهواء المضغوط مع دفق الماء. ويمكن فصل رأس المحاقن من الجسم الرئيسي واستبداله عند الضرورة.

## التخدير العام
أطباء الأسنان الذين أكملوا برنامجا تدريبيا في التخدير يمكنهم أيضا ان يديروا التخدير عن طريق الوريد واستنشاق المخدر.

## وصلات خارجية
- مكتبة الولايات المتحدة الطبية الوطنية  التطبيق الداخلي